# Skoltsamen
Die Skoltsamen sind eine im finnischen, norwegischen und russischen Teil Lapplands ansässige samische Volksgruppe. Ihre Sprache, das Skoltsamische, gehört zum östlichen Zweig der samischen Sprachen. Die Anzahl der Skoltsamen wird auf bis zu 1000 geschätzt, davon etwa 500 in Finnland, 400 in Russland und 100 in Norwegen. Allerdings sprechen nur noch geschätzte 300 Menschen in Finnland und höchstens 30 Menschen in Russland Skoltsamisch. Die meisten Skoltsamen sind orthodoxen Glaubens. Ursprünglich waren die Skoltsamen vor allem in Russland ansässig. Als Finnland nach dem Zweiten Weltkrieg das Gebiet von Petsamo (Petschenga) an die Sowjetunion abtrat, wurden die dort lebenden Skoltsamen in die Gemeinde Inari umgesiedelt und hauptsächlich in den Dörfern Sevettijärvi und Nellim angesiedelt.

## Geschichte
1809 begann eine schwierige Zeit für die Skoltsamen. Im Norden wurde die Grenze zwischen Finnland und Norwegen festgesetzt, was sich ab 1852 negativ für die Samen auswirken sollte: Durch einen religiösen Streit in der Grenzregion wurden die Grenzen geschlossen. Dies bedeutete, dass die Samen teilweise von ihren Rentierherden abgeschnitten wurden. Nahrungsmangel war die Folge. 1920 mussten die Skoltsamen erneute Schwierigkeiten erdulden, als die finnisch-russische Grenze verlegt wurde und dabei ihr Siedlungsgebiet unüberwindbar durchschnitt.
Äʹvv skoltsamisches Museum wurde 2017 in Sør-Varanger eröffnet.
Unter dem Eintrag "Archive of the Skolt Sámi village of Suonjel Suenjel" hat die UNESCO 2015 Dokumente der Skoltsamen in die Liste des Weltdokumentenerbes aufgenommen.
Ebenfalls 2015 wurden die Digitalen Sammlungen zur sprachlichen Vielfalt in das Weltdokumentenerbe der UNESCO aufgenommen. Diese Sammlung enthält auch Sprachaufnahmen auf Skoltsamisch, darunter die Installation Äʹvv skoltsamisches Museum#Språkminne.
Jeʹvida ist der erste Spielfilm auf Skoltsamisch. Er behandelt die Auswirkungen der Finnisierung.